# Tank (spel)
Tank är en typ av karaktär eller enhet i datorspel som kännetecknas av att den kan ta emot eller parera mycket skada. Tanken används för att skydda andra karaktärer eller enheter som är bräckligare, man säger att tanken "tankar". När spelare spelar mot varandra försöker de i spelet manövrera sina enheter för att kringgå motståndarens tank samtidigt som de försöker tvinga motståndaren att träffa den egna tanken.